# Made in Germany

Made in Germany, francobollo della Germania Ovest del 1988

Made in Germany è un marchio di merchandise in lingua inglese che indica l'origine di produzione di un prodotto creato in Germania. In lingua del paese di origine è Hergestellt in Deutschland.

## Storia

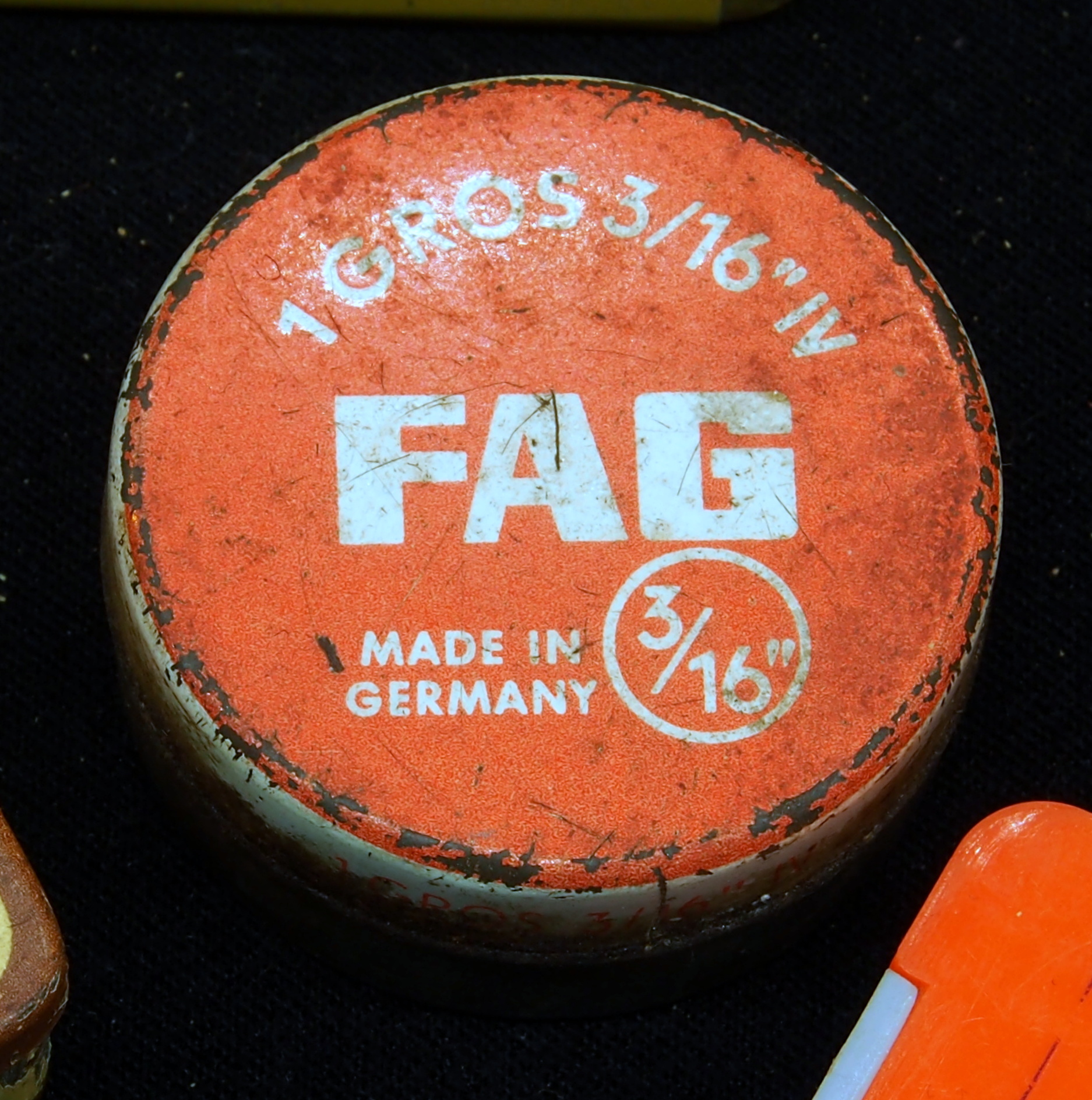
Tappo di una lattina di olio della FAG (Fischers Aktien-Gesellschaft)

L'etichettatura del Paese di origine venne introdotta nel Regno Unito dal Merchandise Marks Act 1887, per rendere riconoscibili i prodotti stranieri importati e commercializzati nel Regno. Molti prodotti erano originari della Germania, e regolamentati dal Governo britannico per aumentare la produzione domestica (Merchandise Marks Act - Oxford University Press).
Come da studi del professore Asaf Zussman, della Hebrew University nel saggio "The Rise of German Protectionism in the 1870s: A Macroeconomic Perspective", le tariffe "Rye and Iron" introdotte da Otto von Bismarck in Germania nel 1879 causarono una riduzione delle importazioni nei Land tedeschi per proteggere le industrie tedesche. In risposta a questo il Governo britannico introdusse il Merchandise Marks act per permettere ai cittadini del Regno di distinguere i prodotti stranieri e evitare di comprarli, e conseguentemente favorire l'economia domestica.
La Germania utilizza il marchio Made in Germany sinonimo di affidabilità e qualità dei propri prodotti.

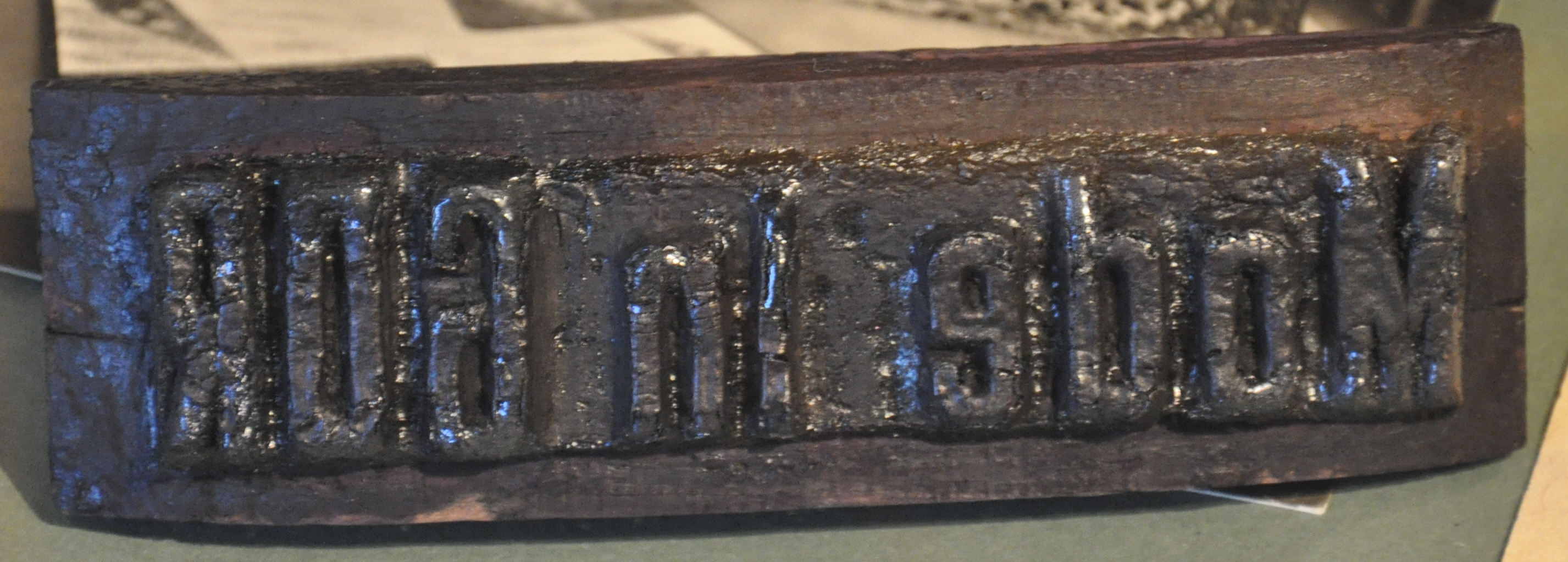
Marchio „Made in GDR“ per tappeti prodotti dalla VEB "Halbmond-Werke" di Oelsnitz (Teppich-Museum Oelsnitz)

"Made in Germany" non è controllato da un organismo governativo. Nel 1973, il Bundesgerichtshof regolò il marchio dicendo che non permetteva di distinguere le due entità statali dell'epoca, così divennero di uso comune i marchi Made in West Germany e Made in GDR.
Nel 1995, l'Oberlandesgericht di Stoccarda regolò il marchio specificando i limiti di utilizzo per prodotti non completamenti creati in Germania.